# Amaury Nolasco

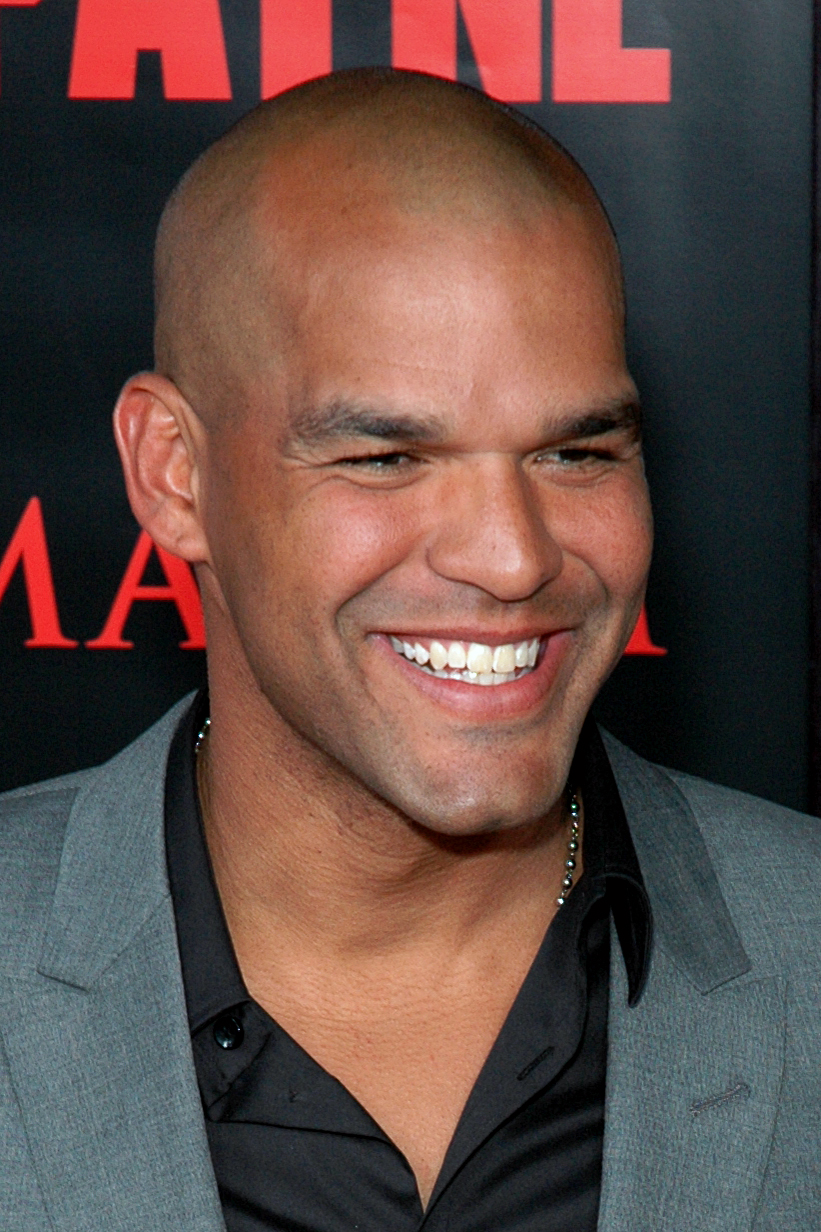
Amaury Nolasco (2008)

Amaury Nolasco (* 24. Dezember 1970 in Puerto Rico) ist ein puerto-ricanischer Schauspieler. Bekannt wurde er durch die US-Fernsehserie Prison Break, in der er den Häftling Fernando Sucre spielte.

## Leben
Nolasco wurde als Sohn dominikanischer Einwanderer in Puerto Rico geboren. Er studierte Biologie an der Universität von Puerto Rico in der Hauptstadt San Juan. Zunächst hatte er nicht vor, Schauspieler zu werden. Nach vielen kleineren Auftritten zog Nolasco nach New York, wo er die American British Dramatic Arts School besuchte.
Seine ersten Auftritte hatte Nolasco danach zunächst in Fernsehserien wie Arli$$, CSI: Den Tätern auf der Spur, CSI: NY und Emergency Room – Die Notaufnahme. Seine erste Rolle in einem Spielfilm war die des Orange Julius in 2 Fast 2 Furious. Zu sehen war er ebenfalls in den Filmen Transformers, Street Kings sowie 2008 in Max Payne.

## Filmografie
- 1997: Fall
- 1998: New York Undercover (Fernsehserie, Folge 4x11)
- 1999: Arli$$ (Fernsehserie, Folge 4x04)
- 1999: Allein gegen die Zukunft (Early Edition, Fernsehserie, Folge 4x03)
- 2000: Pacific Blue – Die Strandpolizei (Pacific Blue, Fernsehserie, Folge 5x16)
- 2000: Ein Duke kommt selten allein – Hillbillies in Hollywood (The Dukes of Hazzard: Hazzard in Hollywood!, Fernsehfilm)
- 2000: Brother
- 2000: The Huntress (Fernsehserie, Folge 1x06)
- 2001: CSI: Vegas (CSI: Crime Scene Investigation, Fernsehserie, Folge 2x08 Tod einer Domina)
- 2002: Final Breakdown
- 2002: Emergency Room – Die Notaufnahme (ER, Fernsehserie, Folge 9x02 Der zweite Tod)
- 2003: George Lopez (Fernsehserie, Folge 2x24)
- 2003: 2 Fast 2 Furious
- 2003: The Librarians
- 2004: Mr. 3000
- 2004: Eve (Fernsehserie, Folge 2x08)
- 2005: CSI: NY (Fernsehserie, Folge 1x22 Seitenwechsel)
- 2005–2009, 2017: Prison Break (Fernsehserie, 74 Folgen)
- 2006: Die Bankdrücker (The Benchwarmers)
- 2007: Transformers
- 2008: Street Kings
- 2008: Max Payne
- 2009: CSI: Miami (Fernsehserie, Folge 8x07 Eine Reise in die Angst)
- 2009: Armored
- 2010: Southland (Fernsehserie, 3 Folgen)
- 2010: The Quickening (Fernsehfilm)
- 2010–2011: Chase (Fernsehserie, 18 Folgen)
- 2011: The Rum Diary
- 2012–2013: Work It (Fernsehserie, 13 Folgen)
- 2013: Stirb langsam – Ein guter Tag zum Sterben (A Good Day to Die Hard)
- 2013: El Teniente Amado
- 2013: Burn Notice (Fernsehserie, Folge 7x10)
- 2013: Out of the Blue (Kurzfilm)
- 2013–2016: Rizzoli & Isles (Fernsehserie, 4 Folgen)
- 2014: Justified (Fernsehserie, Folge 5x01)
- 2014: In the Blood
- 2014: Small Time
- 2014: Noches con Platanito (Fernsehserie, Folge 5x163)
- 2014: Animal
- 2014: Gang Related (Fernsehserie, 5 Folgen)
- 2015: 2 Hours 2 Vegas (Kurzfilm)
- 2015–2016: Telenovela (Fernsehserie, 11 Folgen)
- 2016: Das Jerico Projekt (Criminal)
- 2016: Fate (Kurzfilm)
- 2018: Locating Silver Lake
- 2018: Deception – Magie des Verbrechens (Deception, Fernsehserie, 13 Folgen)
- 2018: Am Rande der Angst (Edge of Fear)
- 2018: Speed Kills
- 2019: Jarhead: Law of Return
- 2019: Power (Fernsehserie, Folge 6x07)
- seit 2020: Hightown (Fernsehserie)
- 2021: South of Heaven
- 2022: Der Einparker (The Valet)